# Geneto
Geneto es un barrio del municipio de San Cristóbal de La Laguna, en la isla de Tenerife —Canarias, España—.
Administrativamente se incluye en la Zona 3 del municipio.

## Características
Se encuentra situado a aproximadamente cinco kilómetros al sur del centro municipal, a una altitud media de 492 m s. n. m.
Está formado por los núcleos diferenciados de Boca Tuerta, El Centenero, El Moralito, El Pino, Pajarito, San Bartolomé de Geneto, San Miguel de Geneto y las urbanizaciones Llombet y Mayber.
En el barrio se encuentran el colegio de Las Dominicas Santa Rosa de Lima y el Colegio Echeyde II, el centro social Casa de Venezuela, las iglesias de San Miguel Arcángel y de San Bartolomé de Geneto, el Centro Ciudadano San Bartolomé de Geneto, el consultorio médico periférico de San Miguel de Geneto y el Hospital Nuestra Señora de Los Dolores. Cuenta además con varios parques infantiles y plazas públicas, instalaciones deportivas, una gasolinera, farmacia, así como pequeños comercios, bares y restaurantes.

## Demografía
| Año        | 2000  | 2001  | 2002  | 2003  | 2004  | 2005  | 2006  | 2007  | 2008  | 2009  | 2010  | 2011  | 2012  | 2013  | 2014  | 2015  |
| ---------- | ----- | ----- | ----- | ----- | ----- | ----- | ----- | ----- | ----- | ----- | ----- | ----- | ----- | ----- | ----- | ----- |
| Habitantes | 4.013 | 4.263 | 4.299 | 4.390 | 4.499 | 4.649 | 4.751 | 4.887 | 5.137 | 5.249 | 5.456 | 5.574 | 5.684 | 6.000 | 6.478 | 6.604 |

## Fiestas
En el barrio se celebran fiestas patronales en honor a San Bartolomé, en el mes de agosto, y a San Miguel Árcangel, en septiembre, celebrándose actos religiosos y populares.

## Comunicaciones

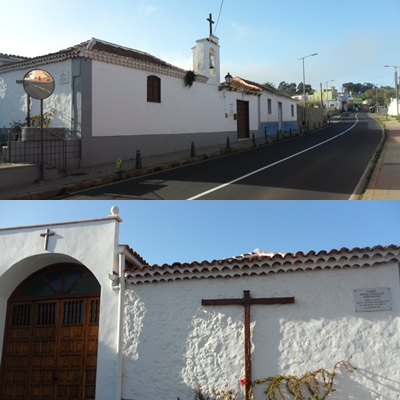
La parroquia San Miguel Arcángel del núcleo de San Miguel de Geneto se levantó en 1707.

Se llega al barrio principalmente por la Carretera General de Geneto TF-263.

### Transporte público
En autobús —guagua— queda conectado mediante las siguientes líneas de TITSA: 
| Línea | Trayecto                                                          | Recorrido     |
| ----- | ----------------------------------------------------------------- | ------------- |
| 055   | La Laguna - Barranco Grande (por Geneto)                          | Horario/Línea |
| 217   | La Laguna - Los Andenes - El Cardonal - H. U. Canarias            | Horario/Línea |
| 937   | Santa Cruz (Intercambiador) - Taco - Tíncer - Cruce El Sobradillo | Horario/Línea |